# Gare de Tavera
La gare de Tavera est une gare ferroviaire française sur la ligne de Bastia à Ajaccio (voie unique à écartement métrique). Elle se situe sur le territoire de la commune de Tavera, dans le département de la Corse-du-Sud et la Collectivité de Corse (CdC).
Ancienne gare d'évitement, elle est construite par l'État, et mise en service en 1888 par la Compagnie de chemins de fer départementaux (CFD). C'est une halte des Chemins de fer de la Corse (CFC) desservie par des trains « grande ligne ». Arrêt facultatif (AF), il faut signaler sa présence au conducteur pour qu'il y ait un arrêt du train.

## Situation ferroviaire
Établie à 465 mètres d'altitude, la gare de Tavera est établie au point kilométrique (PK) 123,5 de la ligne de Bastia à Ajaccio (voie unique à écartement métrique), entre la gare de Bocognano et la gare à arrêt facultatif d'Ucciani.
C'était une gare d'évitement avec une voie de croisement et un quai central (encore présents en 1976).

## Histoire
En septembre 1888, le conseil général est informé de l'état du réseau routier permettant l'accès à la « station de Tavera ». Le chemin vicinal ordinaire no 1 rejoint le village de Tavera. Le coût des travaux pour sa mise en « bon état » est estimé à environ 6 000 francs.
La station de Tavera est mise en service le 1er décembre 1888 par la Compagnie de chemins de fer départementaux (CFD) lors de l'ouverture à l'exploitation du tronçon de Mezzana à Bocognano,.

## Service des voyageurs

### Accueil
Halte CFC, c'est un point d'arrêt non géré (PANG) à accès libre. Arrêt facultatif  (AF) : la rame ne s'arrête que si la demande a été faite au conducteur par un signe de la main.

### Desserte
Tavera est desservie par des trains CFC « grande ligne » de la relation Bastia (ou Corte) - Ajaccio.

### Intermodalité
Le stationnement des véhicules est possible à proximité.

## Patrimoine ferroviaire
Sur le site de la gare on trouve notamment : l'ancien bâtiment voyageurs, bâtiment du type construit par l'État en 1888, avec deux ouvertures et un étage ; une ancienne halle à marchandises. 